# Josh McEachran
Josh McEachran, né le 1er mars 1993 à Oxford, est un footballeur anglais qui évolue au poste de milieu de terrain.

## Biographie

### Formation
Né à Oxford, Josh McEachran commence à jouer au football au Garden City Football Club, club de la ligue locale. En 2001, il est repéré par un recruteur du Chelsea Football Club. Il rejoint donc leur académie à l'âge de huit ans et gravit progressivement les échelons, tout en suivant ses études à Woodstock.

### Chelsea FC
Devenu professionnel en 2010, McEachran fait ses débuts officiels le 15 septembre contre Žilina, en Ligue des champions. Rentré à la 79e minute à la place de Yossi Benayoun, il devient le premier joueur à participer à la compétition en étant né après sa création, qui date du 25 novembre 1992,. Une semaine plus tard, il joue son premier match à Stamford Bridge face à Newcastle United en League Cup, puis apparaît pour la première fois sur une feuille de match de Premier League trois jours plus tard, à Manchester. Le 23 novembre, Carlo Ancelotti le titularise pour la première fois de sa carrière face à Žilina à Stamford Bridge, lors de la cinquième rencontre de Ligue des champions.
Lors de la dernière journée de Ligue des champions à Marseille, il est titulaire et joue l'intégralité du match. Il réalise un excellent match, réussissant quasiment tous les ballons qu'il touche (57/65 passes réussies). Il est élu espoir de l'année du club londonien le 19 mai 2011.

### Prêts
Le 16 janvier 2012, il est prêté au club gallois de Swansea City jusqu'à la fin de la saison. Il prend part à cinq rencontres avant de réintégrer l'effectif des Blues de Chelsea.
Barré par la concurrence à Chelsea, McEachran est prêté pour une saison à Middlesbrough le 20 août 2012.
Le 20 septembre 2013, il est prêté à Watford.
En janvier 2014, il est prêté à Wigan jusqu'à la fin de la saison. Il dispute 11 matchs avant de réintégrer l'effectif de Chelsea.
Le 18 août 2014, il est prêté pour une saison au Vitesse Arnhem.

### Brentford
Le 10 juillet 2015, il rejoint Brentford pour deux saisons.

### Birmingham City et après
Le 27 septembre 2019, il s'engage pour deux saisons avec Birmingham City, qui évolue en deuxième division anglaise.
Le 1er mars 2021, il rejoint Milton Keynes Dons.
Le 17 juin 2023, il rejoint Oxford United.

## Statistiques
| Saison                | Club                    | Championnat           | Championnat | Championnat | Coupe(s) nationale(s) | Coupe(s) nationale(s) | Compétition(s) continentale(s) | Compétition(s) continentale(s) | Compétition(s) continentale(s) | Total | Total |
| Saison                | Club                    | Division              | M.          | B.          | M.                    | B.                    | Comp.                          | M.                             | B.                             | M.    | B.    |
| 2010-2011             | Chelsea FC              | Premier League        | 9           | 0           | 2                     | 0                     | C1                             | 6                              | 0                              | 17    | 0     |
| 2011-2012             | Chelsea FC              | Premier League        | 2           | 0           | 3                     | 0                     | -                              | -                              | -                              | 5     | 0     |
| Sous-total            | Sous-total              | Sous-total            | 11          | 0           | 5                     | 0                     | -                              | 6                              | 0                              | 22    | 0     |
| 2011-2012             | Swansea City (prêt)     | Premier League        | 4           | 0           | 1                     | 0                     | -                              | -                              | -                              | 5     | 0     |
| 2012-2013             | Middlesbrough FC (prêt) | Championship          | 38          | 0           | -                     | -                     | -                              | -                              | -                              | 38    | 0     |
| 2013-2014             | Watford FC (prêt)       | Championship          | 7           | 0           | 1                     | 0                     | -                              | -                              | -                              | 8     | 0     |
| 2013-2014             | Wigan Athletic (prêt)   | Championship          | 8           | 0           | 3                     | 0                     | -                              | -                              | -                              | 11    | 0     |
| 2014-2015             | Vitesse Arnhem (prêt)   | Eredivisie            | 15          | 0           | 6                     | 0                     | -                              | -                              | -                              | 21    | 0     |
| Sous-total            | Sous-total              | Sous-total            | 72          | 0           | 11                    | 0                     | -                              | -                              | -                              | 83    | 0     |
| 2015-2016             | Brentford FC            | Championship          | 14          | 0           | 1                     | 0                     | -                              | -                              | -                              | 15    | 0     |
| 2016-2017             | Brentford FC            | Championship          | 27          | 0           | 2                     | 0                     | -                              | -                              | -                              | 29    | 0     |
| 2017-2018             | Brentford FC            | Championship          | 26          | 0           | 3                     | 0                     | -                              | -                              | -                              | 29    | 0     |
| 2018-2019             | Brentford FC            | Championship          | 24          | 1           | 5                     | 0                     | -                              | -                              | -                              | 29    | 1     |
| Sous-total            | Sous-total              | Sous-total            | 91          | 1           | 11                    | 0                     | -                              | -                              | -                              | 102   | 1     |
| 2019-2020             | Birmingham City         | Championship          | -           | -           | -                     | -                     | -                              | -                              | -                              | 0     | 0     |
| Sous-total            | Sous-total              | Sous-total            | -           | -           | -                     | -                     | -                              | -                              | -                              | 0     | 0     |
| Total sur la carrière | Total sur la carrière   | Total sur la carrière | 173         | 1           | 27                    | 0                     | -                              | 6                              | 0                              | 206   | 1     |

## Palmarès

### En sélection
- Angleterre -17 ans
  - Vainqueur du Championnat d'Europe en 2010.